# Soused (album)
Soused je kolaborativní album amerického zpěváka Scotta Walkera a skupiny Sunn O))). Vydáno bylo v říjnu 2014 společností 4AD a na jeho produkci se spolu s Walkerem podílel jeho dlouholetý spolupracovník Peter Walsh. Deska obsahuje celkem pět přibližně desetiminutových skladeb. K písni „Brando“ byl natočen videoklip, který režírovala Gisèle Vienne.

## Seznam skladeb
1. Brando – 8:42
2. Herod 2014 – 11:59
3. Bull – 9:21
4. Fetish – 9:08
5. Lullaby – 9:22

## Obsazení
Základní sestava
- Scott Walker – zpěv, programování bicích
- Greg Anderson – kytara, perkusní kytara
- Tos Nieuwenhuizen – kytara, syntezátor
- Stephen O'Malley – kytara, baskytara, perkusní kytara, syntezátor

Ostatní hudebníci
- Dot Allison – doprovodné vokály
- Guy Barker – trubka
- Andy Findon – saxofon
- Peter Gamble – bič
- Ian Thomas – bicí
- Peter Walsh – zvuky, manipulace, programování bicích
- Sam Walsh – doprovodné vokály
- Mark Warman – zvuky, manipulace, klávesy, programování bicích, shaker